# Helictotrichon krylovii
Helictotrichon krylovii är en gräsart som först beskrevs av Nikolai Vasilievich Pavlov, och fick sitt nu gällande namn av Johannes Jan Theodoor Henrard. Helictotrichon krylovii ingår i släktet Helictotrichon och familjen gräs. Inga underarter finns listade i Catalogue of Life.